# 雄德拉河
50°7′8.2″N 9°44′21.2″E / 50.118944°N 9.739222°E

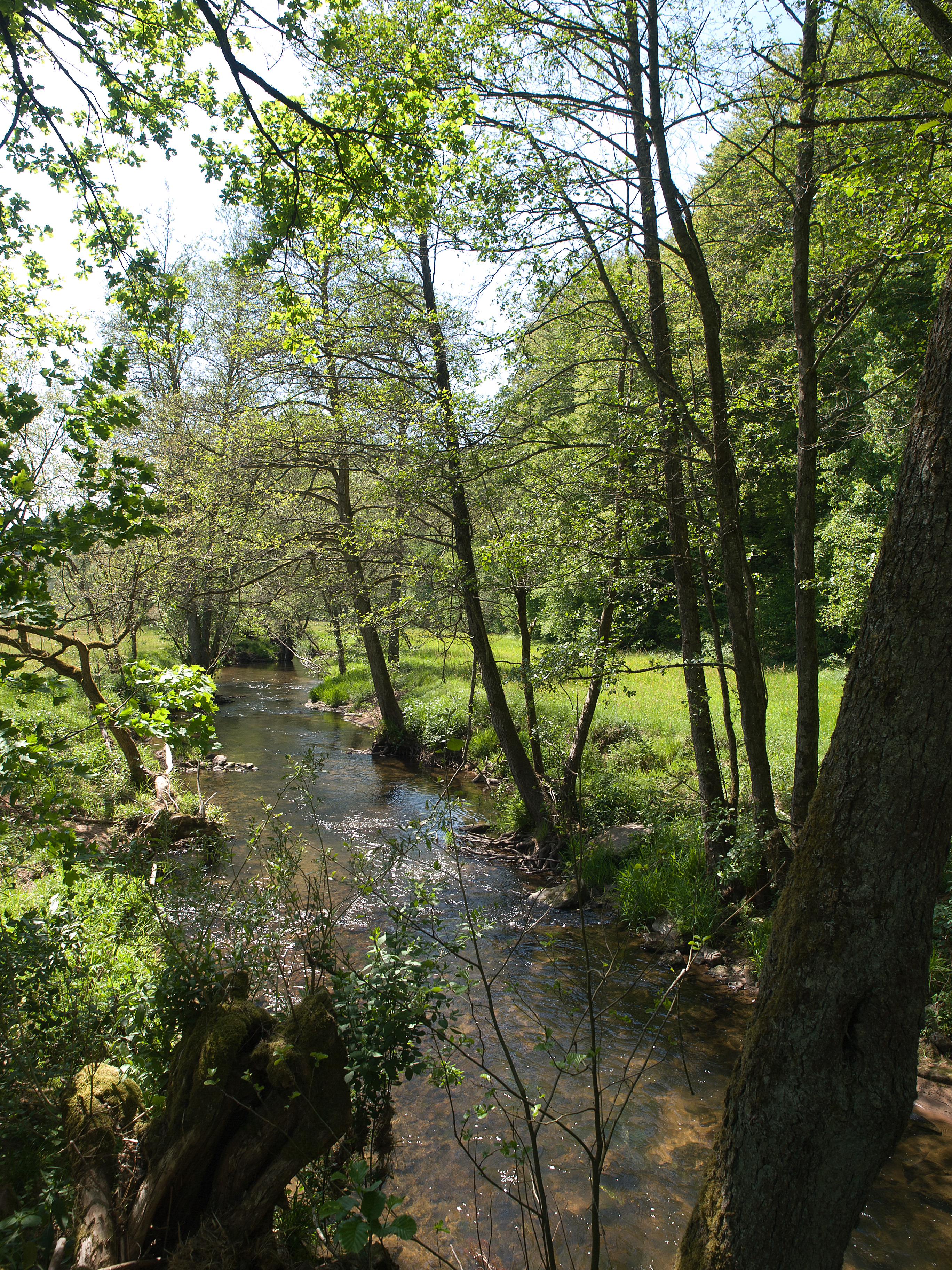

雄德拉河是德國的河流，位於該國東南部，由巴伐利亞負責管轄，屬於法蘭克尼亞薩勒河的右支流，河道全長31.3公里，流域面積164.3平方公里。